# Prionessus
Prionessus is een geslacht van uitgestorven zoogdieren uit het Paleoceen van Centraal-Azië. Het was een lid van de orde Multituberculata binnen de onderorde Cimolodonta en superfamilie Taeniolabidoidea. Het geslacht werd in 1925 benoemd door William Diller Matthew en Walter Willis Granger en is gebaseerd op een enkele soort.
De typesoort Prionessus lucifer werd benoemd in 1925 door W.D. Matthew en W. Granger. De geslachtnaam betekent 'de zager' wegens de zaagvorm van de kaak. De soortaanduiding betekent 'de lichtdrager'. Het holotype is AMNH 20423, een onderkaak zonder tanden. Fossiele overblijfselen zijn gevonden in de Nomogen- en Khashat-formaties uit het Laat-Paleoceen van Gashato, Naran en Nomogen in de Bayan Ulan van Mongolië en China.